# Black Sea Ice Arena
Black Sea Ice Arena е покрит комплекс с пързалка за зимни спортове намиращ се в Кранево, България. Това е единствената ледена пързалка в България, която работи целогодишно. Изградена е през 2017 година и е на стойност 50 милиона лева.
Пързалката е пригодена за целогодишно ползване и може да се ползва за фигурно пързаляне, хокей на лед, шорттрек и кърлинг. Общата площ на комплекса е 3300 квадратни метра, покритието на пързалката е с естествен лед 60x26 м, като има и трибуна за зрители за 400 места.